# ورخووی
ورخووی (انگلیسی: Verkhovoy) یک کوه آتشفشانی در شبه‌جزیره کامچاتکای کشور روسیه است.